# Função produção
Em microeconomia, uma função produção expressa a relação entre as entradas (inputs) e as saídas (outputs) de uma organização. Ou seja, descreve, de forma gráfica ou matemática, os outputs que deverão ser obtidos da combinação de diferentes quantidades de inputs. Particularmente, ela mostra a maior quantidade possível de output que pode ser produzida por unidade de tempo, com todas as combinações de inputs, dados fatores inerentes ao processo e o estado da tecnologia disponível. Funções produção únicas podem ser construídas para cada tecnologia de produção.
Alternativamente, a função produção pode ser definida como a especificação das mínimas necessidades de input necessárias para produzir determinadas quantidades de output, dada a tecnologia disponível. Isso é apenas uma reformulação da definição acima.
O relacionamento é não-monetário, ou seja, a função produção relaciona inputs físicos com outputs físicos. Preços e custos não são considerados.

## A função produção como uma equação
Na sua forma geral matemática, uma função produção é expressa como:
Q= f(X1,X2,X3...)
onde:
Q= quantidade de output
X1, X2, X3, etc.= fatores de inputs (como capital, trabalho, matérias-primas, espaço, tecnologia ou gerência)
Existem várias maneiras de se especificar essa função. Uma delas é como uma função produção aditiva:
Q= a + b X1 + c X2 + d X3
onde a, b, c, e d são parâmetros que são determinados empiricamente.
Outra é a função produção de Cobb-Douglas (multiplicativa):
Q= aX1b X2c
Outras formas incluem a função de produção CES, (elasticidade de substituição constante), que é uma forma geral da função de Cobb-Douglas, e a função produção quadrática, que é um tipo especifico de função aditiva. A melhor forma da equação para seu uso, e os valores dos parâmetros (a, b, c, d) variam de empresa para empresa. Em funções produções curtas, pelo menos um dos Xs (inputs) é fixo. A longo prazo, todos os fatores de input são variáveis.